# Giacomo Gotifredo Ferrari
Giacomo Gotifredo Ferrari (Roveredo in Piano, (friülà Lavorêt), 1763 - Londres, Gran Bretanya, 1842) fou un compositor italià del Barroc. Va tenir mestres diversos i abans de dedicar-se per complet a la música exercí diversos oficis, fins que el 1790 passà a París i l'any següent entrà en el teatre Feydeau. Després de la Revolució Francesa va estar a Brussel·les i a Spa, fixant per fi la seva residència a Londres.
Va compondre les òperes:
- La villanella rapita
- I due Swizzeri
- Borea e Zaffiro
- La dama di spirito

Així com gran nombre de romances, duets, música instrumental, exercicis vocals i un Treatise of singsing. A més, publicà, Anedoti piacevoli e interessanti occorsi nella vita de Giacomo Gotifredo Ferrari (Londres, 1830)